# Catepanato di Ras
Il Catepanato di Ras o Catepanato di Serbia (Κατεπανίκιον Σερβίας) fu un catepanato (provincia) dell'Impero bizantino istituita tra il 971-976 nella moderna Serbia durante il regno di Giovanni I Zimisce (regnante dal 969 al 976).

## Storia

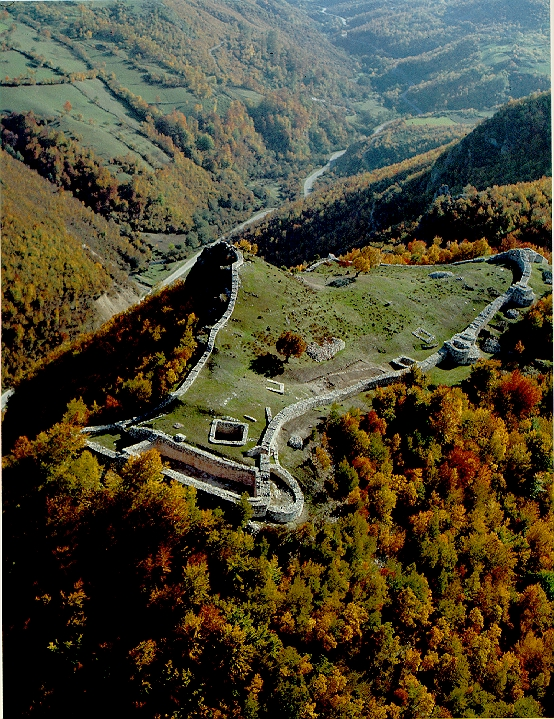
La città fortificata medievale di Ras

La moderna Serbia fu in varie fasi del Medioevo posseduta dall'Impero bizantino, che la amministrò servendosi di roccaforti strategicamente posizionate sul territorio. Mentre era in corso il regno dell'imperatore bizantino Giustiniano I (morto nel 565), nella metà del VI secolo, oltre che prima che gli slavi colonizzassero definitivamente i Balcani, fu per esempio rinforzata l'importante fortezza di Arsa (Ἄρσα), situata nella provincia della Dardania, come attesta lo storico Procopio di Cesarea. Tuttavia, all'inizio del VII secolo, il dominio bizantino cessò e la regione fu colonizzata dai serbi. Fino alla metà del X secolo, la fortezza di Ras funse da fondamentale roccaforte del Principato di Serbia alto-medievale, come attestato dall'imperatore e storico bizantino Costantino VII Porfirogenito (morto nel 959) nella sua opera intitolata De administrando imperio. A quell'epoca, in seguito alla cristianizzazione dei serbi, era stata costituita in città anche l'eparchia di Ras.
Il nome del catepanato deriva dalla città di Ras, situata nella regione serba della Rascia (oggi perlopiù compresa amministrativamente nel distretto di Raška). Gli storici ipotizzano che la creazione avvenne nel 971, quando le armate bizantine riconquistarono la Bulgaria e ripristinarono la loro autorità sull'entroterra balcanico. Quest'ultima informazione è attestata con certezza dalla Cronaca del Prete di Doclea. Una delle unità amministrative costituite nei territori riconquistati fu appunto il catapanato di Ras, che fungeva da roccaforte bizantina nelle terre serbe. La costituzione di questa provincia aveva uno scopo strategico, ma la sua estensione territoriale non può essere determinata con precisione.
La principale testimonianza relativa all'esistenza stessa del catepanato e al suo funzionamento è un sigillo dello stratego di Ras, risalente all'epoca dell'imperatore Giovanni. Il sigillo apparteneva a un «protospatario e catepano di Ras» di nome Giovanni, l'unico titolare noto della carica.
Il catepanato ebbe vita breve, come il resto delle istituzioni bizantine nelle terre bulgare e serbe. Dopo la morte dell'imperatore Giovanni (976), la restaurazione del Primo Impero bulgaro ad opera della dinastia dei Cometopuli e il conseguente scoppio di numerosi ribellioni nella regione costrinse i Bizantini ad abbandonare l'area. Dopo il 976, la regione fu dominata dal restaurato Impero bulgaro, che aveva relazioni complesse con i vicini principi serbi. Il dominio bizantino nella regione fu ripristinato nel 1018, sotto l'imperatore Basilio II (morto 1025), e vennero istituite nuove unità amministrative nelle terre serbe. Tra queste rientravano nuovi themi, uno localizzato nella regione della Sirmia a nord, mentre l'altro nella Serbia centrale.

### Fonti primarie
- Costantino Porfirogenito, De administrando imperio, a cura di Gyula Moravcsik, traduzione di Romillyi J. H. Jenkins, Dumbarton Oaks Center for Byzantine Studies, 1967, ISBN 978-0-88402-021-9.
- John Nesbitt e Nicolas Oikonomides, Catalogue of Byzantine Seals at Dumbarton Oaks and in the Fogg Museum of Art, 1: Italy, North of the Balkans, North of the Black Sea, Washington DC, Dumbarton Oaks Research Library and Collection, 1991, ISBN 0-88402-194-7.
- Ferdo Šišić, Cronaca del prete di Doclea, Belgrado-Zagabria, Accademia reale serba, 1928.

### Fonti secondarie
- (SR) Dejan Bulić, Градина-Казновиће, резултати археолошких истраживања [Gradina-Kazanoviće, Risultati di una Ricerca Archeologica], in Историјски часопис, vol. 55, 2007,  pp. 45-62.
- (EN) Sima Ćirković, The Serbs, Malden, Blackwell Publishing, 2004, ISBN 978-14-05-14291-5.
- (SR) Jovanka Kalić, Прокопијева Арса [L'Arsa di Procopio], in Atti dell'Istituto Bizantologico, vol. 27-28, 1989,  pp. 9-17.
- (EN) Vujadin Ivanišević e Bojana Krsmanović, Byzantine Seals from the Ras Fortress (PDF), vol. 50, n. 1, Зборник радова Византолошког института, 2013,  pp. 449-460.
- (EN) Bojana Krsmanović, The Byzantine Province in Change: On the Threshold Between the 10th and the 11th Century, Belgrado, Institute for Byzantine Studies, 2008, ISBN 978-96-03-71060-8.
- (EN) Paul Stephenson, The Legend of Basil the Bulgar-Slayer, Cambridge, Cambridge University Press, 2003a, ISBN 978-05-21-81530-7.
- (EN) Paul Stephenson, The Balkan Frontier in the Year 1000, in Byzantium in the Year 1000, BRILL, 2003b,  pp. 109-134, ISBN 978-90-04-12097-6.
- (EN) Alexis P. Vlasto, The Entry of the Slavs into Christendom: An Introduction to the Medieval History of the Slavs, Cambridge, Cambridge University Press, 1970, ISBN 978-05-21-07459-9.